# Josef Krejci
Josef Krejci (også stavet Kreci, født 2. marts 1911, ukendt dødsdato) var en østrigsk håndboldspiller, som deltog i OL 1936.
Han var en del af det østrigske håndboldlandshold, som vandt sølvmedalje. Han spillede i to kampe.